# Mäkärärova
Mäkärärova är en kulle i Finland.   Den ligger i den ekonomiska regionen Norra Lappland och landskapet Lappland, i den norra delen av landet, 900 km norr om huvudstaden Helsingfors. Toppen på Mäkärärova är 301 meter över havet.
Terrängen runt Mäkärärova är huvudsakligen platt.  Trakten runt Mäkärärova är nära nog obefolkad, med mindre än två invånare per kvadratkilometer. Det finns inga samhällen i närheten. 